# Nimba County
Nimba County ist eine Verwaltungsregion (County) in Liberia, sie hat eine Größe von 11.551 km² und besaß bei der letzten Volkszählung (2008)  462.026 Einwohner.
Die Verwaltungsregion untergliedert sich in 17 Distrikte. Die Hauptstadt ist Sanniquellie im gleichnamigen Distrikt.
| Distrikt           | Ew. (2008) männlich | Ew. (2008) weiblich | Ew. (2008) Gesamt |
| ------------------ | ------------------- | ------------------- | ----------------- |
| Boe & Quilla       | 9.163               | 9.099               | 18.262            |
| Buu-Yao            | 20.028              | 19.979              | 40.007            |
| Doe                | 18.122              | 17.796              | 35.918            |
| Garr Bain          | 29.813              | 31.412              | 61.225            |
| Gbelhay-Geh        | 15.859              | 16.317              | 32.176            |
| Gbi & Doru         | 4.152               | 3.979               | 8.131             |
| Gbor               | 5.339               | 5.536               | 10.875            |
| Kparblee           | 5.602               | 5.822               | 11.424            |
| Leewehpea-Mahn     | 12.518              | 12.229              | 24.747            |
| Meinpea-Mahn       | 12.237              | 11.920              | 24.157            |
| Sanniquellie Mahn  | 12.336              | 13.034              | 25.370            |
| Twan River         | 18.658              | 18.821              | 37.479            |
| Wee-Gbehy-Mahn     | 16.015              | 16.919              | 32.934            |
| Yarmein            | 11.396              | 11.322              | 22.718            |
| Yarpea Mahn        | 11.438              | 10.209              | 21.647            |
| Yarwein Mehnsonnoh | 13.101              | 12.483              | 25.584            |
| Zoe-Garbo          | 14.336              | 15.036              | 29.372            |
| Nimba              | 230.113             | 231.913             | 462.026           |

Nimba liegt im Norden Liberias, angrenzend an Guinea und die Republik Elfenbeinküste. An der Grenze zwischen den beiden Nachbarstaaten liegt nahe an der liberianischen Grenze der Mont Nimba, wo Ende der 1960er Jahre Eisenerz gefunden wurde. Der Abbau dieses Rohstoffes trug zur wirtschaftlichen Entwicklung Nimbas und Liberias bei, wurde aber dann wegen sinkender Qualität und verfallender Weltmarktpreise eingestellt.
Die wirtschaftliche Leistungskraft Nimbas war für dieses County ein Fluch, es wurde zum Zentrum des Liberianischen Bürgerkrieges.  Seit 2005 bestehen Pläne, angesichts wieder gestiegener Weltmarktpreise den Eisenerzabbau in Yekepa fortzusetzen und die seit dem Bürgerkrieg stillgelegte Bahnlinie zum Hafen Buchanan wieder in Betrieb zu setzen.
Dominierende Volksgruppen in Nimba sind die Man, Dan und Mandinka.

## Politik
Bei den 2005 durchgeführten ersten demokratischen Senatswahlen nach dem Bürgerkrieg wurde der einstige Rebellenführer Yormie Johnson als Einzelkandidat und Saye-Taayor Adolphus Dolo von der COTOL gewählt.

## Städte
- Saclepea